# Nostoc
Genre
Nostoc est un genre de cyanobactéries de la famille des Nostocaceae. Le mot « nostoc », dont l'étymologie est discutée, pourrait avoir été forgé par Paracelse (nostoch). 
Ce genre regroupe des organismes procaryotes réalisant la photosynthèse et fixant l'azote.
Ils ressemblent souvent aux algues, mais peuvent vivre sur des substrats terrestres en colonies importantes, et alors former des masses gélatineuses évoquant certaines algues, notamment lorsque leurs structures se gonflent d'eau après la pluie ou en période humide.
La discrétion de leurs colonies lorsqu'elles sont déshydratées et la rapidité de leur croissance et turgescence lorsqu'elles sont exposées à l'humidité ont fait croire qu'elles tombaient du ciel (apparition fréquente au petit matin lorsque quelques gouttes de pluie nocturne ou de rosée ont été collectées par la surface du sol), d'où leur nom plus courant de « crachat de lune » ou star jelly  pour les anglophones (soit « gelée d'étoile »), d'autres noms vernaculaires correspondant à diverses origines leur étant associés (witches butter « beurre de sorcière », mare's eggs « œufs de jument »).
Ce sont des espèces pionnières, qui peuvent vivre dans des milieux pauvres et basiques. Formant parfois de véritables tapis, des nodules ou des boules, atteignant en zone polaire plusieurs centimètres de diamètre, elles jouent localement un rôle très important en matière de protection des sols contre l'érosion éolienne et hydrique et la déshydratation sur certains sols en pente ou semi-désertiques. Lorsqu'elles meurent et se dégradent elles contribuent à former la matière organique du sol.

Leur récolte intensive en Chine est une des causes d'augmentation de l'érosion et de la dégradation de certains sols très vulnérables.

## Étymologie
L'origine du mot Nostoc est incertaine, une hypothèse est qu'il aurait été créé par Paracelse à partir du vieil anglais Nosthryl (nostril) et du mot germanique correspondant Nasenloch (Nostoch). 

## Identification, taxinomie

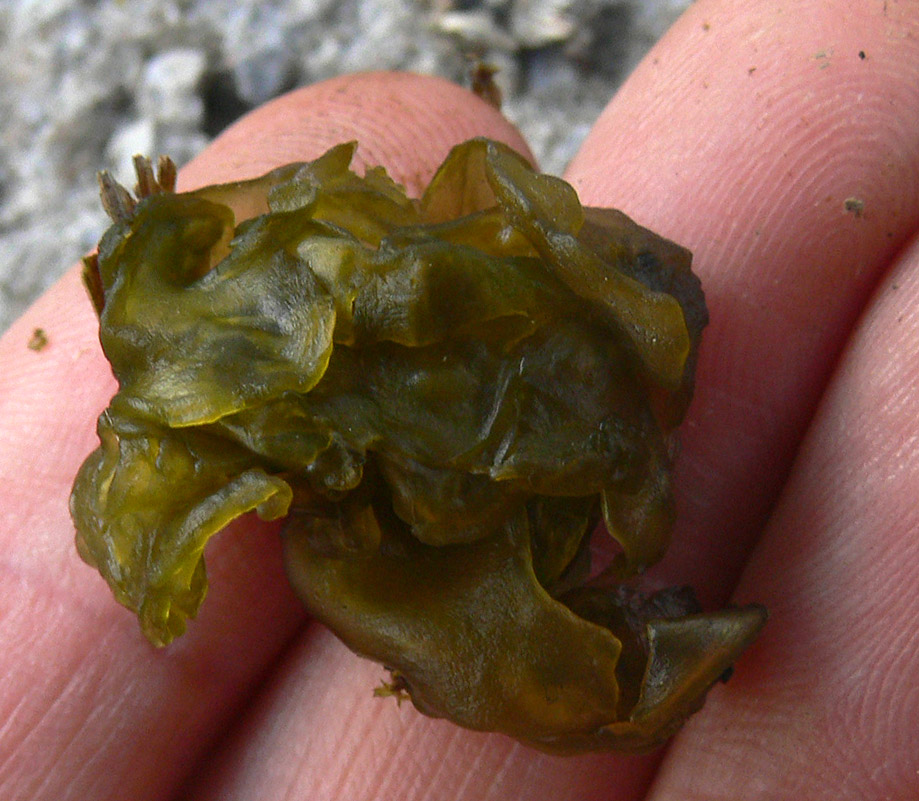
Une des multiples formes du genre Nostoc, ici prélevée sur un substrat au pH très basique, sur un bord de canal, dans le nord de la France

La classification des espèces de ce groupe a beaucoup varié, et pourrait encore être modifié avec les progrès de la connaissance sur la génétique du genre.
Leur identification, comme celle des cyanobactéries en général, relève de spécialistes, qui s'appuient  sur la morphologie des filaments bactériens, des cellules végétatives, des hétérocystes et des akinètes (tous ces éléments devant être au moins observés en microscopie optique sur un échantillon quantitativement et qualitativement représentatif). La forme et l'aspect de la colonie, la forme des cellules terminales des fibres bactériennes, ou encore la présence de vésicules, de mucilages, d'une gaine plus ou moins épaisse et de gaz, ainsi que les caractéristiques du cycle de vie, sont des caractéristiques complémentaires nécessaires à l'identification de certains genres.
Au début des années 2000, sur des résultats de génétique, la séparation des genres Nostoc et Anabaena fait encore l'objet de discussions, par exemple par Henson & alii et Tamas & al. par exemple, Trichormus azollae pourrait peut-être devoir être classé parmi les espèces du genre Nostoc[pas clair].
La PCR (polymerase chain reaction) commence à pouvoir être utilisée. Des données sont accessibles dans Genbank.
Selon de premières analyses phylogénétiques portant sur l'étude de l'ARN, une importante hétérogénéité des souches de Nostoc laisse penser que le genre Nostoc est un cluster monophylétique qui pourrait contenir plus d'un genre.
Les teneurs et compositions en acides gras des cyanobactéries et de différentes souches de Nostoc ont été étudiées, notamment comme marqueurs chimiotaxonomiques. Une étude faite sur plus de 20 souches laisse penser que les souches hépatotoxiques pourraient être regroupées par ce moyen. Certaines souches de Nostoc produisent des quantités importantes d'acides gras essentiels (Oméga 5, 6, 7, 9, 12).

## Description

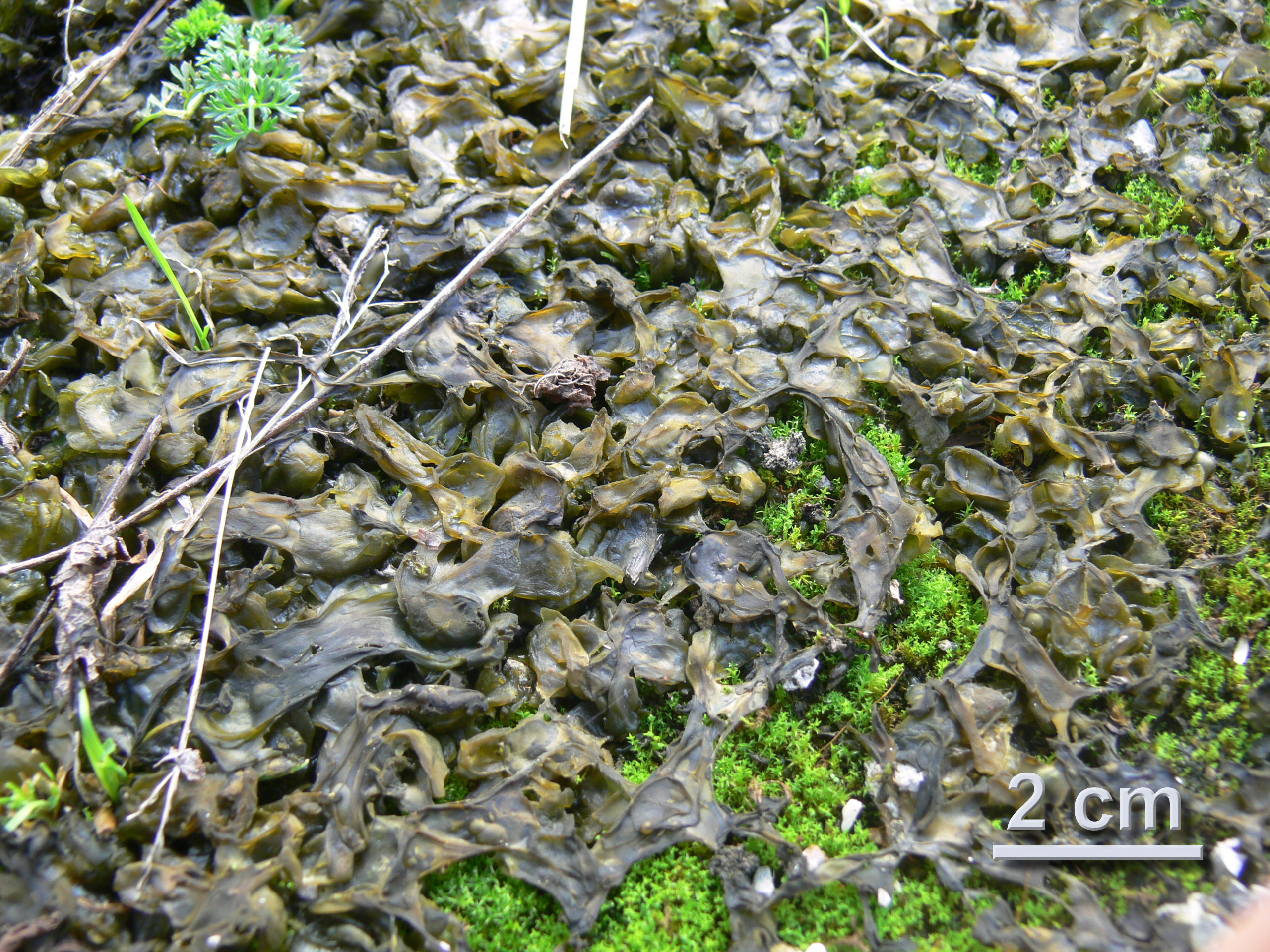
Nostoc, espèce pionnière qui apparaît après la pluie d'été. L'aspect gélatineux, plus ou moins verdâtre et tremblant, et les apparitions soudaines lui valent le nom de « crachat de lune », « crachat du diable », « morve d'étoile », star jelly (« gelée étoilée ») ou « merde du coucou » selon différentes superstitions populaires.

Les espèces du genre Nostoc peuvent prendre des formes très variées, et se présentent souvent très différemment selon qu'on les observe à échelle macroscopique (colonies) ou microscopiques (filaments bactériens).
- Certaines espèces, quand elles vivent en colonies, ont l'apparence de petites boules (de quelques millimètres de diamètre à un centimètre environ, voire une dizaine de centimètres exceptionnellement) qui peuvent les faire confondre avec des champignons.
- D'autres espèces de colonies substantielles forment des ensembles lamellaires, très fins puisque translucides, souvent circulaires à bords renflés ou cloqués et pouvant atteindre de 4 à 6 cm de diamètre. La ressemblance avec une algue ou parfois avec un lichen peut induire des confusions, mais il s'agit bien de bactéries puisque l'individu unicellulaire de la colonie ne possède pas de noyau.
- La forme prise par d'autres espèces évoque de longs et fins cheveux vert foncé. Ces derniers, qui poussent sur des milieux oligotrophes carencés en azote du plateau de Qinghai et du désert de Gobi ont été très recherchés par la cuisine chinoise qui les utilise sous le nom de « Fat Choy »[16] (Nostoc flagelliforme), notamment lors de fêtes, dont celle de la nouvelle année lunaire. Leur consommation est maintenant interdite en Chine car l'espèce a été tant prélevée qu'elle est menacée de disparition (sur liste rouge). De plus, elle sécrète des toxines (bêta-N-méthylamino-L-alanine) qui peuvent gravement affecter la santé des consommateurs. Enfin, de nombreux produits frelatés ont été vendus. Une autre espèce (en forme de boule) est vendue déshydratée en Chine pour la cuisine[17].

Certaines espèces de Nostoc peuvent parfois être symbiotiquement associées à des champignons ou des végétaux.

## Habitat
On les trouve là où elles ne sont pas concurrencées par d'autres espèces, c'est-à-dire sur des milieux très pauvres (ou neufs) et exposés à un fort ensoleillement, par exemple sur certains chemins, sur des cailloutis de talus, dans des carrières, sur des rochers, voire sur le bitume, milieux a priori peu favorables à leur développement en ce qui concerne l’approvisionnement en matière azotée d’origine minérale. 
Certaines espèces peuvent être trouvées près de la mer.

## Caractéristiques biologiques

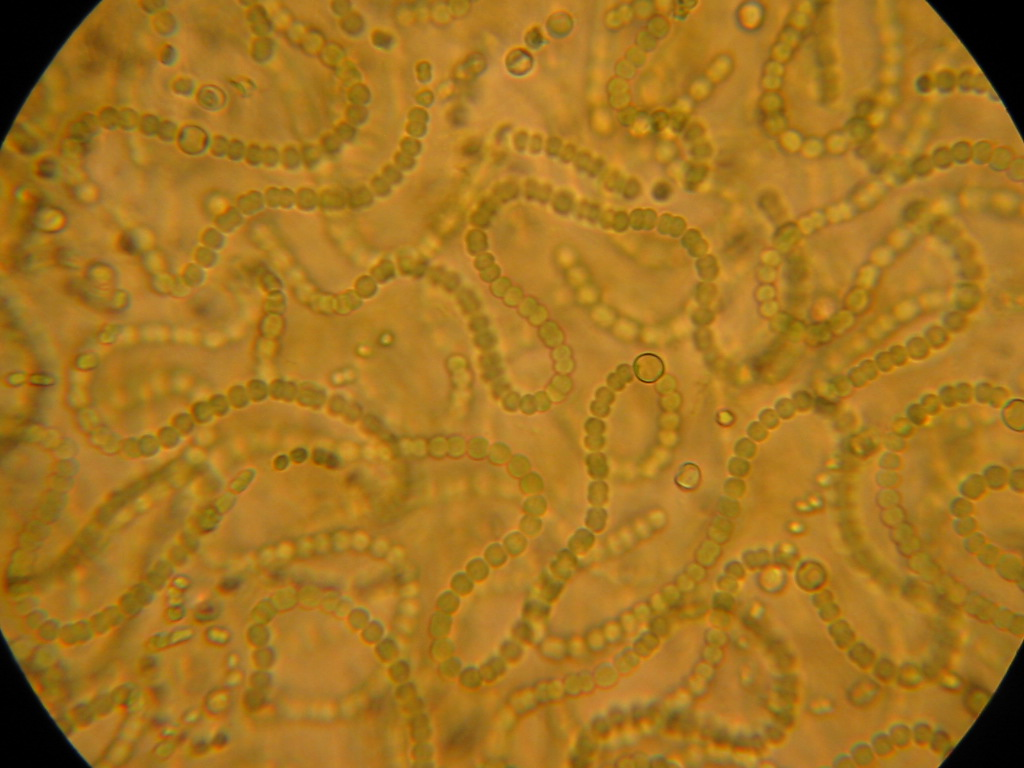
Nostoc au microscope optique (×600) montrant ces cellules vertes photosynthétiques et les hétérocystes plus grosses.

Le genre Nostoc appartient aux Hormogoneae. 
Ils forment des structures coloniales (aériennes ou aquatiques) très résistantes aux UV, à la radioactivité, aux pH basiques, à la dessiccation, et à divers stress environnementaux (chocs thermiques notamment). 
Ils ont la capacité de fixer l’azote atmosphérique par l’intermédiaire des cellules particulières : les hétérocystes, qui sont des cellules différenciées à paroi plus épaisse, nettement visibles au microscope. Les hétérocystes apparaissent habituellement aux extrémités des chaînes de cellules sphériques, ovoïdes ou cylindriques. Ces chaînes sont plus ou moins longues.
Dans les grands filaments, des hétérocystes peuvent aussi apparaître en position intercalaire. Ils sont issus de la différenciation de cellules végétatives. Le processus de production d'hétérocystes interviendrait quand l'organisme est stressé et carencé en azote minéral. Il s'effectue sur 3 à 7 % des cellules de la colonie.
On trouve des espèces du genre Nostoc dans une grande variété de milieux, de certains déserts à la limite des zones polaires, en passant par les rizières dont la grande fertilité azotée est liée à leur présence. Certaines espèces de Nostoc poussent en épiphytes sur le bas des tiges des plants de riz ou sur certaines espèces du genre Chara (exemple : Gloeotrichia). Le diazote est absorbé par ces cellules spécialisées et transformé en ammoniac, grâce à une enzyme particulière, la nitrogénase, uniquement produite dans les hétérocystes. Au moins chez certaines espèces ou souches, la lumière a une importance dans ce processus, de même que la température. On a constaté (2004) que les souches de Nostoc provenant de champs cultivés présentaient de ce point de vue des capacités fixatrices d'azote très différentes par rapport à celles provenant d'environnement « sauvages » ou  non cultivés.

## Reproduction
Elle se fait de 3 manières complémentaires :
1. Par hormogonies (structures mobiles, produites par des jeunes trichomes qui présentent des hétérocystes aux deux extrémités de la chaîne cellulaire). Les akinètes, s'ils sont présents, se trouvent en position intermédiaire (entre deux hétérocystes et sont souvent en chaîne) ;
2. Par rupture du trichome ;
3. Via la germination des akinètes.

On connaît au moins un cas (Nostoc punctiforme) de symbiose (endosymbiose) avec un champignon ; Geosiphon pyriformis (Kütz.) v. Wettstein (v. Wettstein, 1915) et d'autres peuvent être associés à des champignons dans certains lichens.

## Histoire, évolution, paléoécologie
Selon les phycologues, des formes fossiles, qui semblent être des formes de Nostoc proches de ceux que nous connaissons, datent au moins du précambrien.
Nostoc a peut-être constitué un élément important de nombreuses communautés terrestres et aquatiques depuis cette époque. Les cyanobactéries filamenteuses du genre Nostoc ont en effet, il y a probablement très longtemps, acquis la capacité de résister à des environnements difficiles et de former des structures coloniales microscopiques, macroscopiques voire géantes à leur échelle. Elles sont souvent discrètes, mais communes dans tous les habitats terrestres et aquatiques, jusque sur les glaciers de montagne et dans ou sous les glaces polaires.

## Écologie

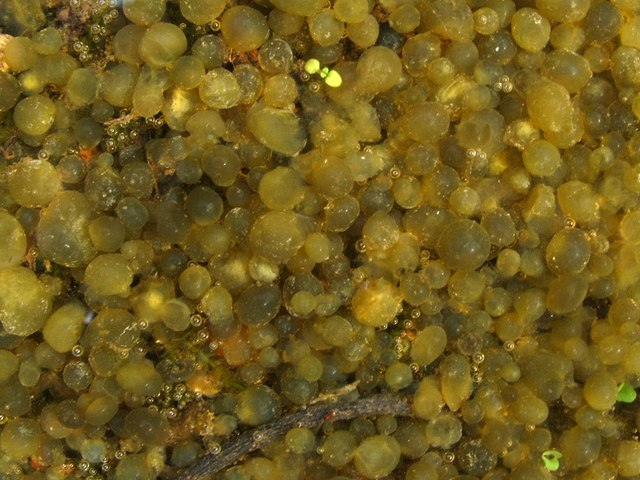
Nostoc pruniforme ? (Royaume-Uni)

Par rapport aux autres cyanobactéries, le genre Nostoc présente d'importantes spécificités écologiques. 
Une grande partie de leur succès dans les environnements émergés difficiles est liée à leur capacité de survie sous forme déshydratée durant des mois ou années, puis à se réhydrater en relançant très rapidement leur métabolisme (dans les heures qui suivent une pluie ou le contact avec de l'eau liquide). 
Nostoc résiste également à des cycles répétés de gel et de dégel et aux rayons ultraviolets (notamment dans les habitats benthiques peu profonds et très exposés à la lumière solaire). Grâce à cela, il forme une composante majeure des environnements dits « extrêmes » des habitats terrestres de l'Arctique et de l'Antarctique.
Il possède en outre la propriété de fixer l'azote atmosphérique, ce qui l'avantage comme espèce pionnière de certains milieux oligotrophes (ceux qui sont pauvres en azote). 
À ce titre, ce genre de bactéries semble jouer un rôle important dans la culture du riz paddy et la productivité biologique des rizières, en y fixant l'azote qui peut ensuite être libéré et réutilisé par le riz. Il joue aussi un rôle dans la formation des néosols et dans l'enrichissement des sols (apport d'azote aux écosystèmes naturels terrestres et aquatiques).
Ses aptitudes en font un concurrent ou un compagnon des lichens, et Nostoc pourrait aussi jouer un rôle encore mal cerné en matière d'interactions durables et plus ou moins symbiotiques avec d'autres espèces (champignons ou lichens), hépatiques, cératophylles, mousses, fougères, cycas, et Gunnera angiospermes.
Nostoc fait également preuve d'une bonne résistance à la prédation en formant des colonies (parfois caoutchouteuses, également résistantes au piétinement) assez grandes pour résister aux algivores. Les toxines (microcystine-toxines) qu'il produit jouent sans doute aussi un rôle dans sa résistance à la prédation. 
Il a néanmoins comme toutes les espèces des « ennemis » naturels, qui en régulent les populations : 
- des virus probablement ;
- divers organismes mangeurs d'algues ou bactériophages : certains peuvent subsister en ne mangeant que Nostoc, bien qu'il ne soit pas leur source de nourriture préférée[27] ;
- des cyanophages lytiques peuvent infecter Nostoc[27]…

Mais on ignore encore comment sont contrôlées ou rétrocontrôlées les dynamiques des populations de Nostoc dans leur environnement naturel.

## Génétique
Pour nombre de ses caractéristiques, le génome de ce genre intéresse les généticiens et l'industrie biotechnologique. Parmi ces caractéristiques intéressantes, on compte le fait qu'il s'agisse d'un organisme photoautotrophe, à modes de croissance diazotrophes, mais facultativement hétérotrophe ; que ses cellules végétatives aient plusieurs alternatives de développement, y compris pour la différenciation terminale ; qu'il puisse fixer l'azote et produire des molécules complexes lui conférant des chances de survie élevée dans des environnements très difficiles… L'espèce modèle étudiée est Nostoc punctiforme, caractérisé par une grande variabilité phénotypique et de larges compétences en ce qui concerne les symbioses avec des champignons et des plantes terrestres (dont bryophytes, gymnospermes et angiospermes). Son génome a été publié en 2001.
Cette espèce de Nostoc s'est avérée être un organisme plus complexe qu'attendu, avec un génome étonnamment important pour une bactérie (8,9 Mb selon le séquençage d'une souche souche de N. punctiforme (ATCC 29133) fait par le Joint Genome Institute ; 45 % des gènes codent des protéines dont la fonction est connue ou probable, et 29 % codent des protéines a priori uniques à N. punctiforme et dont les fonctions sont encore inconnues, mais probablement liées à ses capacités adaptatives ou symbiotiques). Son génome est lui-même « hautement plastique », complexe, avec de nombreuses insertions, des gènes codant des enzymes transposases et des modifications de l'ADN lui-même. 
N. punctiforme possède environ 400 gènes connus pour coder des protéines kinases impliquant des capteurs, régulateurs de réponse et d'autres facteurs de transcription démontrant que c'est une espèce capable de percevoir les modifications environnementales et de faire preuve de nombreuses adaptations.

## Substances d'intérêt biochimique, pharmaceutique

### Toxines
De nombreuses bactéries cyanophycées, et tout particulièrement les cyanobactéries filamenteuses, produisent des toxines dites phycotoxines, neurotoxiques, hépatotoxiques ou présentant des effets biocides sur des algues, champignons, animaux prédateurs ou autres, etc..
Elles en produisent parfois plusieurs, ainsi, une souche de Nostoc sp. trouvée dans un lac finlandais s'est montrée in vitro capable de produire une batterie d'au moins neuf peptides hépatotoxiques. Ces toxines ont été isolées, purifiées et étudiées. Nombre d'entre elles présentent des propriétés chimiques et toxicologiques semblables à celles de protéines hepta- et pentapeptides hépatotoxiques produites par d'autres cyanobactéries, mais quelques-unes (P14, P15 et P16) présentent de nouveaux types d'homologues de la microcystine-LR. La toxicité de ces homologues ne semble toutefois pas significativement différente de celle des homologues déjà connus, mais pourrait jouer un rôle dans la résistance de la bactérie face à l'évolution des capacités de détoxication de ses prédateurs.

### Résistance aux UV
Des cultures liquides de Nostoc commun (prélevés in situ) et exposées par des universitaires munichois (fin des années 1990) à une irradiation par UV-B et UV-A ont surproduit certains pigments protecteurs. Les UV-B ont accru la production de caroténoïdes (échinénone et myxoxanthophylle notamment), sans inhiber la production de chlorophylle a. Dans le même temps, la bactérie produisait en plus grande quantité un pigment extracellulaire, soluble dans l'eau, une mycosporine qui absorbe les UV-A/B, associé à la synthèse de glycane extracellulaire. Elle synthétise aussi des scytonemines (pigments extracellulaires liposolubles, connus pour fonctionner comme un écran solaire UV-A). Après une longue exposition, l'effet des UV-B sur la synthèse des caroténoïdes et de la scytonémine cesse, alors que la teneur en mycosporine reste constamment élevée. La production de mycosporine (protectrice contre les UV-B) est exclusivement induite par l'exposition aux UV-B (<315 nm). La synthèse de scytonémine (protectrice contre les UV-A solaires) n'est que légèrement induite par les UV-B (<315 nm), et très fortement par le rayonnement proche des UV-A (350 à 400 nm), mais pas du tout par les UV-A (320 à 350 nm). Ces résultats laissent penser que les synthèses de ces 3 types d'écrans solaires anti-UV sont déclenchées par trois photorécepteurs aux UV différents, qui restent à découvrir.

### Adaptation aux sels (osmorégulation)
Certaines espèces présentent des adaptations osmorégulatrices leur permettant en quelques générations de s'adapter au sel marin. 
Par exemple Nostoc muscorum, exposé au sel, modifie sa physiologie en plusieurs étapes, et développe de multiples mécanismes de résistance cellulaire, stables et durables face au sel (NaCl), et ceci en quelques générations seulement.
Un mécanisme initial combine une stimulation de l'activité photosynthétique, qui permet une accumulation de saccharose utilisé par la cellule comme osmorégulateur. Un mécanisme secondaire implique une adaptation utilisant la fixation de l'azote N2 et la biosynthèse de nouvelles protéines utiles. 
On a cependant constaté en laboratoire que cette adaptation (la plus efficace en réponse aux stress induits par le sel marin NaCl) ne fonctionnait que partiellement face aux stress induits par KCl ou à des déséquilibres osmotiques de nature non-ionique, par exemple dus au mannitol.

### Antitumoraux
Des toxines cellulaires (cryptophycines) naturellement produites par certaines souches de Nostoc, et antérieurement identifiées dans une souche de Nostoc (ATCC 53789), semblent être de bonnes candidates comme antitumorales et contre le cancer. Elles ont été isolées (publication : 1994) dans une souche (GSV 224) de Nostoc. Elles ont aussi une activité fongicide.

## Confusions possibles

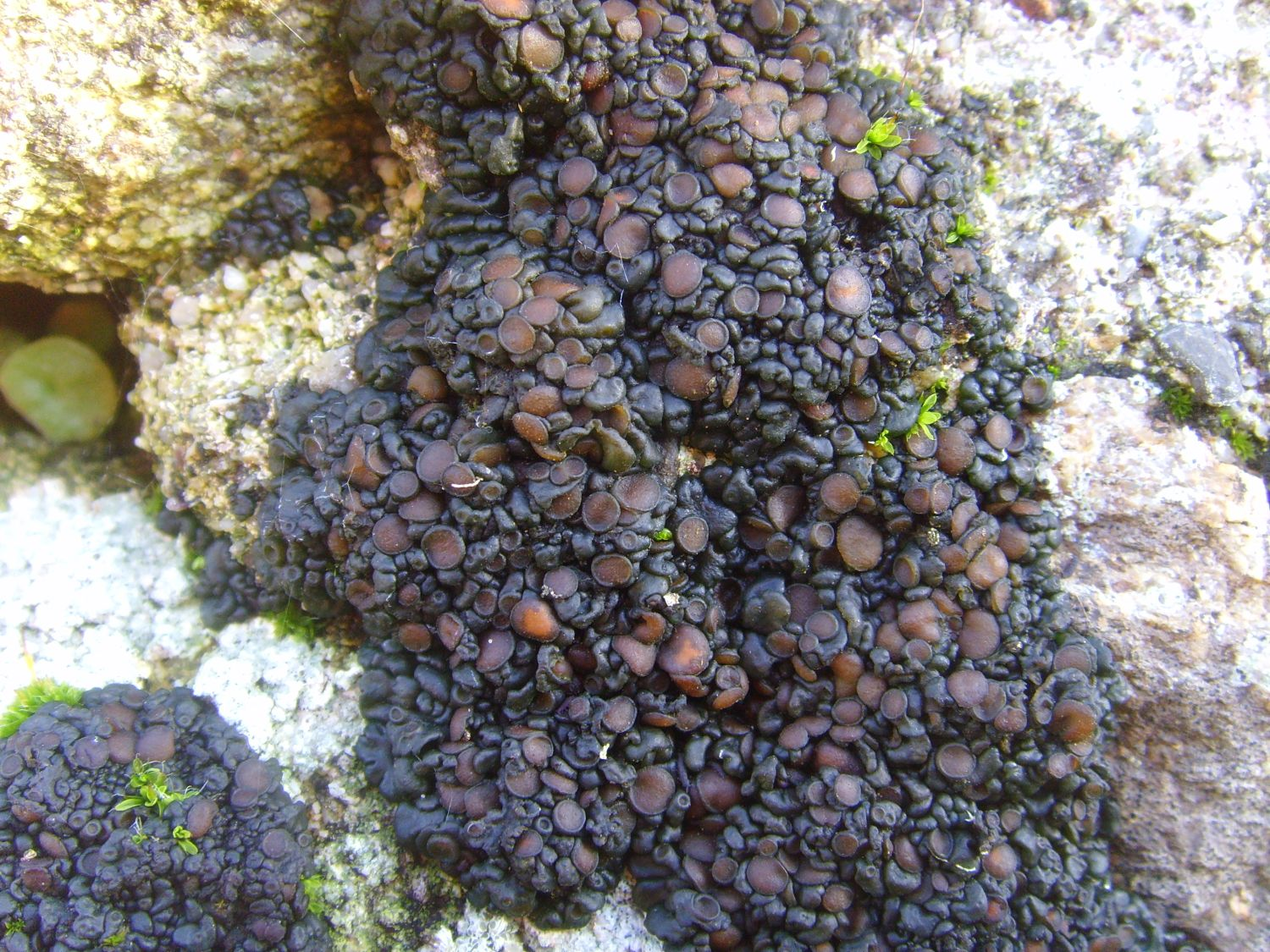
Exemple de lichen gélatineux dont le photobiontes est une espèce de Nostoc : Collema tenax ici photographié à Kerhuret (Commune de Plogoff, dans le Finistère, en Bretagne, dans l'Ouest de la France).

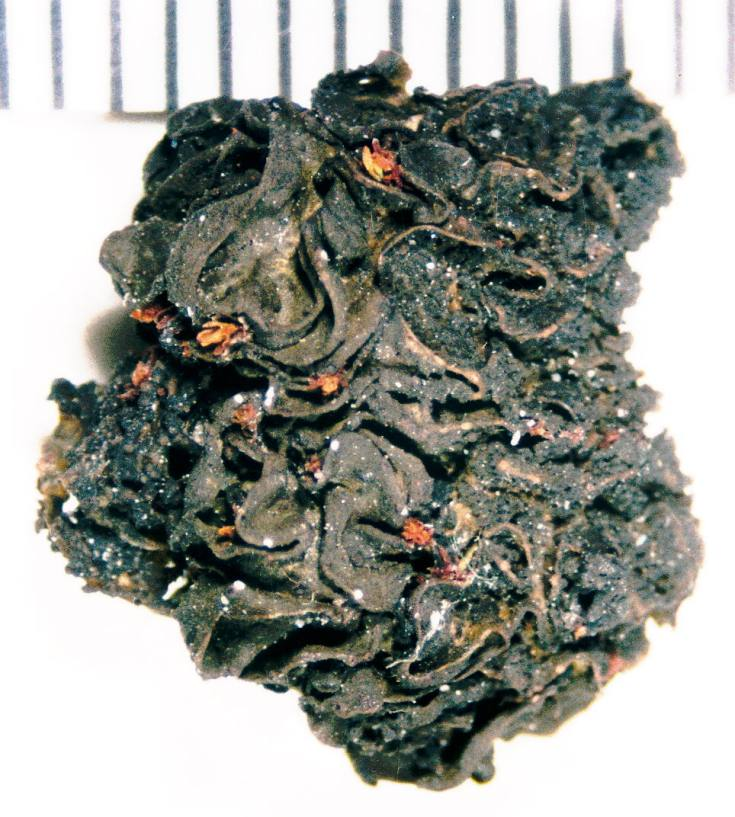
Autre exemple de lichen gélatineux qui associe symbiotiquement un champignon et un nostoc ; sec, il peut évoquer certains nostocs desséchés

On a souvent confondu les colonies de Nostoc avec des algues : certaines espèces de Nostoc sont aquatiques et certaines grandes colonies de certaines espèces ont une apparence proche de celle de l’ulve (algue marine), mais en brun ou vert plus foncé et en étant plus épaisse et gélatineuse. 
Certaines espèces de Nostoc, lorsqu’elles sont desséchées, peuvent évoquer des lichens encroûtants ou gélatineux tels que Collema sp. (presque à juste titre dans ce dernier cas car les photobiontes de ces lichens sont des cyanobactéries du genre Nostoc).
On peut aussi confondre avec certains champignons compte tenu de l'aspect en thalle ou bulles de certaines espèces de Nostoc qui prennent aussi parfois des teintes brunâtres ou noirâtres évoquant l'Oreille de judas.

## Utilisations, et soupçons de risques sanitaires
Diverses espèces de Nostoc produisent des toxines mais sont pourtant traditionnellement consommées localement. 
Ainsi, au Pérou, des populations autochtones recueillent dans les lacs de montagne des colonies de Nostoc (Nostoc commune globulaire, localement dit llullucha). Ces colonies de Nostoc sont mangées, échangées contre du maïs, ou vendues sur les marchés de Cusco ou d'autres villes voisines. Sur les hauts plateaux péruviens, c'est un aliment saisonnier important, consommé seul ou en « Picante » (sorte de ragoût traditionnel) qu'on dit très nutritif. 
Nostoc commune produit effectivement des acides aminés inhabituels, dont certains du groupe mycosporine, des molécules pouvant contribuer à prévenir les dégâts de l'exposition aux UV (auxquels Nostoc est particulièrement résistant). 
Au début des années 2000, 21 échantillons de Nostoc commune sphérique de la région de Cusco ont été analysés ; ils contenaient effectivement de la bêta-N-méthylamino-L-alanine (BMAA), un acide aminé produit par divers taxons de cyanobactéries dites neurotoxiques. 
La BMAA étant supposée être impliquée dans plusieurs maladies neurodégénératives, ces chercheurs ont en 2008 suggéré d'étudier si la maladie d'Alzheimer ou la maladie de Parkinson étaient plus fréquentes chez les personnes qui consomment le llullucha au Pérou.
Au début des années 2000, un nouvel alcaloïde, la nostocarboline (β-carboline alkaloide quaternaire), a été isolé dans une souche de Nostoc (Nostoc 78-12A) trouvée aux États-Unis ; cette molécule semble prometteuse pour traiter la maladie d'Alzheimer, en inhibant l'enzyme butyrylcholinestérase (BChE) aussi efficacement que la galantamine (médicament actuellement utilisé). Elle a été brevetée par l’École polytechnique fédérale de Zurich (EPFZ) . En outre cette nostocarboline, biodégradable et facile à produire, semble aussi avoir des vertus biocides (algicides) qui pourraient peut-être un jour être utilisées en agriculture.

## État des populations, menaces…

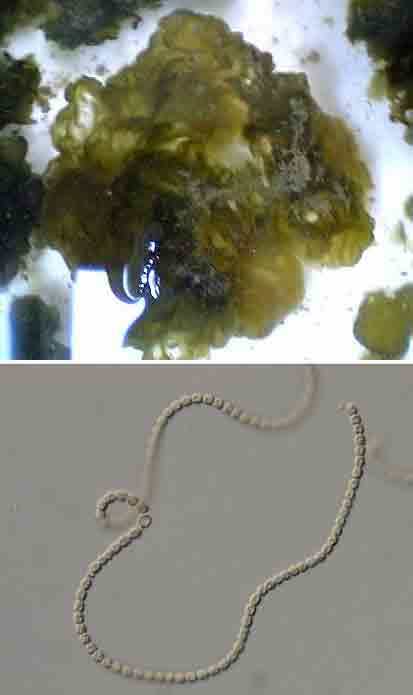
Colonie de Nostoc verrucosum.

Certaines espèces de Nostoc sont encore très courantes. 
Quelques espèces (fortement raréfiées sur une grande partie de leur aire de répartition) sont aquatiques et forment des colonies subaquatiques dans les eaux froides, fraiches et oxygénées (exemple :Nostoc verrucosum). En 1999, Mollenhauer et ses collègues alertent sur le fait que les formes de colonies macroscopiques de Nostoc aquatiques sont négligées par les inventaires naturalistes et en danger dans la biodiversité subaquatique européenne.

## Exemple d'espèces
Il existe de nombreuses espèces de Nostoc (punctiforme, flagelliforme, commun…).

Quelques espèces forment des colonies macroscopiques un peu plus faciles à identifier que les autres (ex. : Nostoc caeruleum, Nostoc commune, Nostoc microscicum, Nostoc parmelioides, Nostoc pruniforme, Nostoc verrucosum et Nostoc zetterstedtii).

Le génome de certaines espèces a été étudié.
- N. azollae
- N. caeruleum
- N. carneum
- N. comminutum
- N. commune
- N. ellipsosporum
- N. flagelliforme
- N. fuscescens
- N. lamelliforme
- N. linckia
- N. longstaffi
- N. microscopicum
- N. muscorum
- N. paludosum
- N. pruniforme
- N. punctiforme
- N. sphaericum
- N. spongiaeforme
- N. verrucosum

## Galerie illustrative

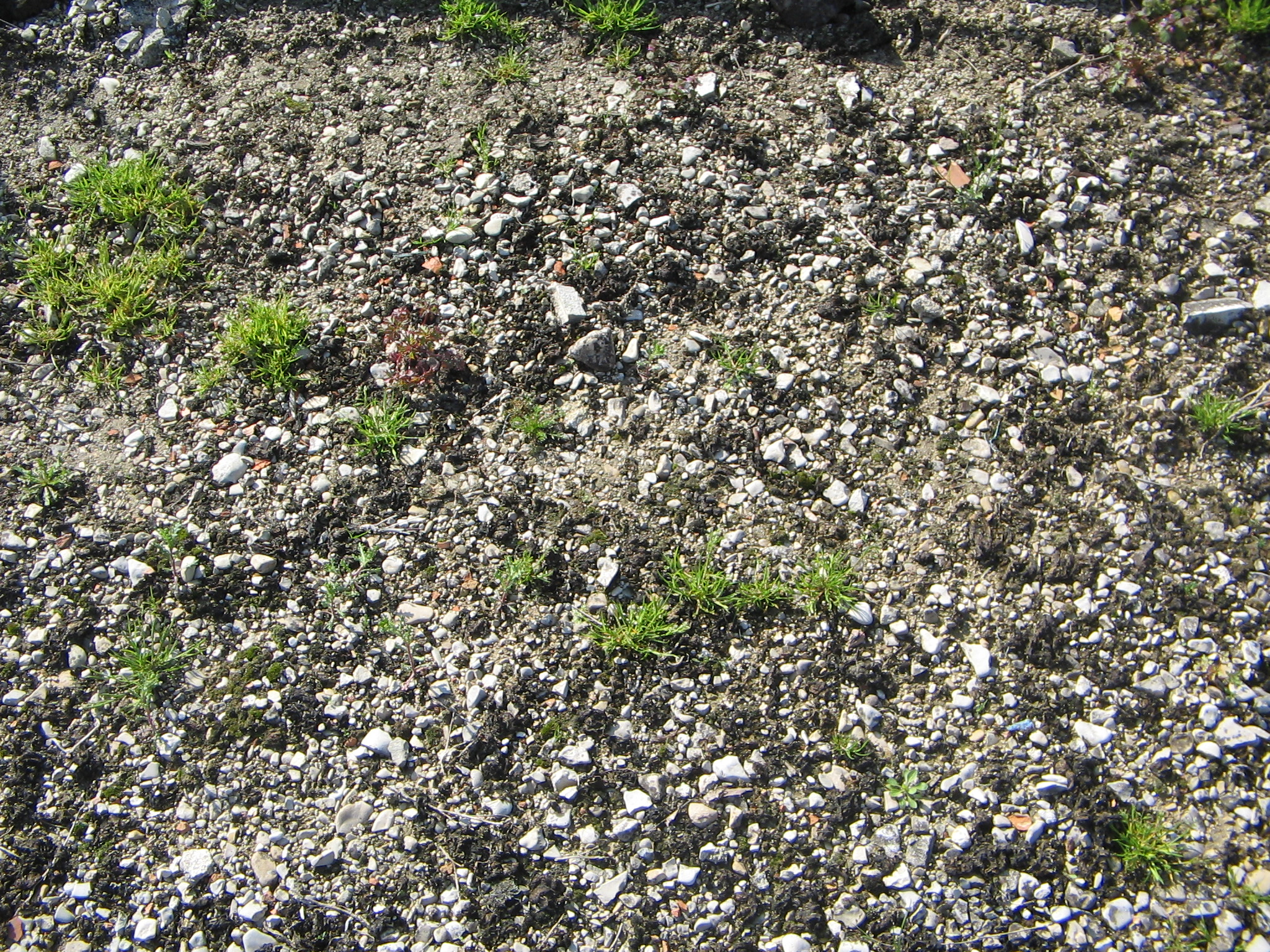
Nostoc sur graviers.
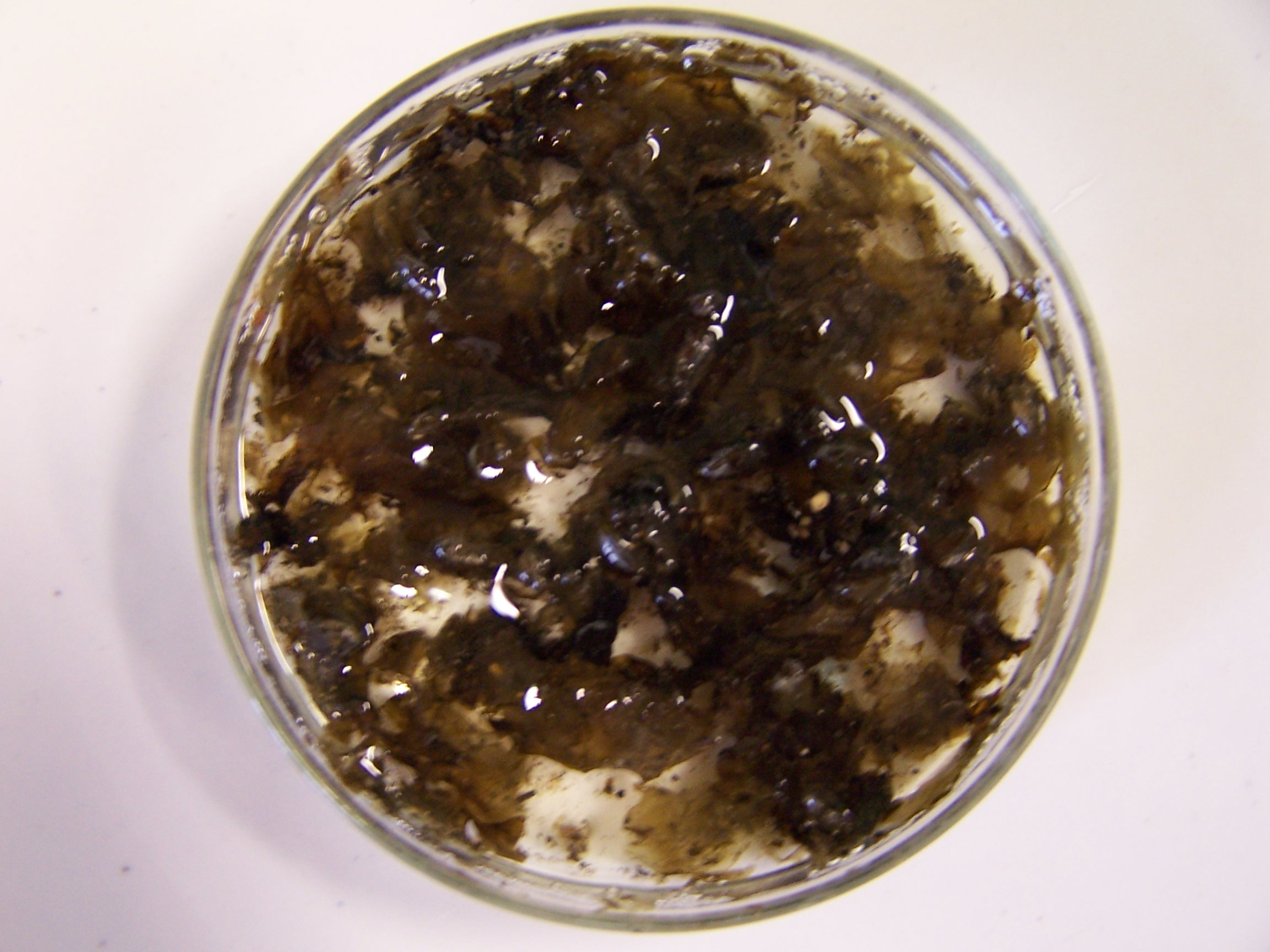
Nostoc en culture.
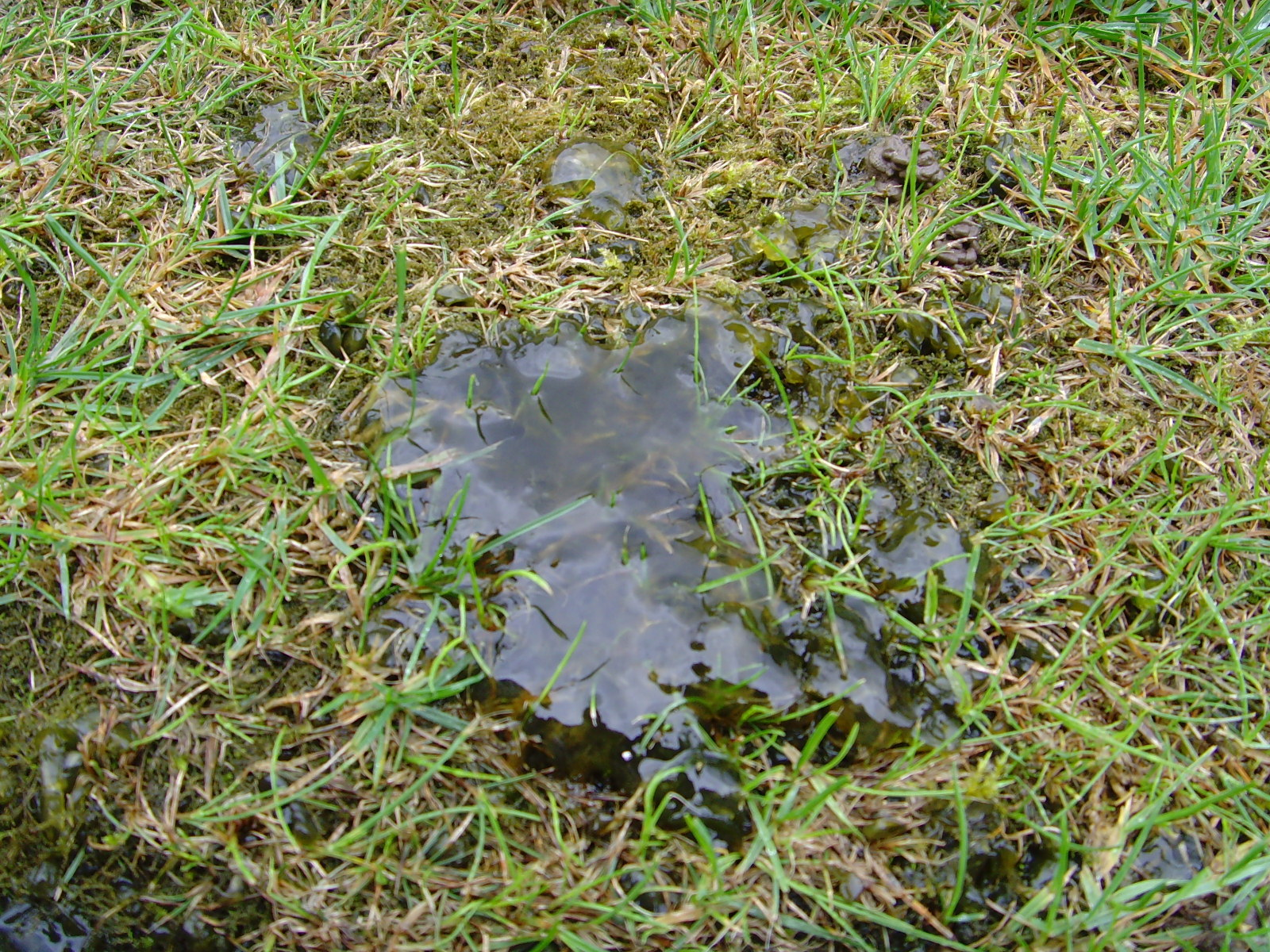
Colonie de Nostoc après deux jours de pluie.
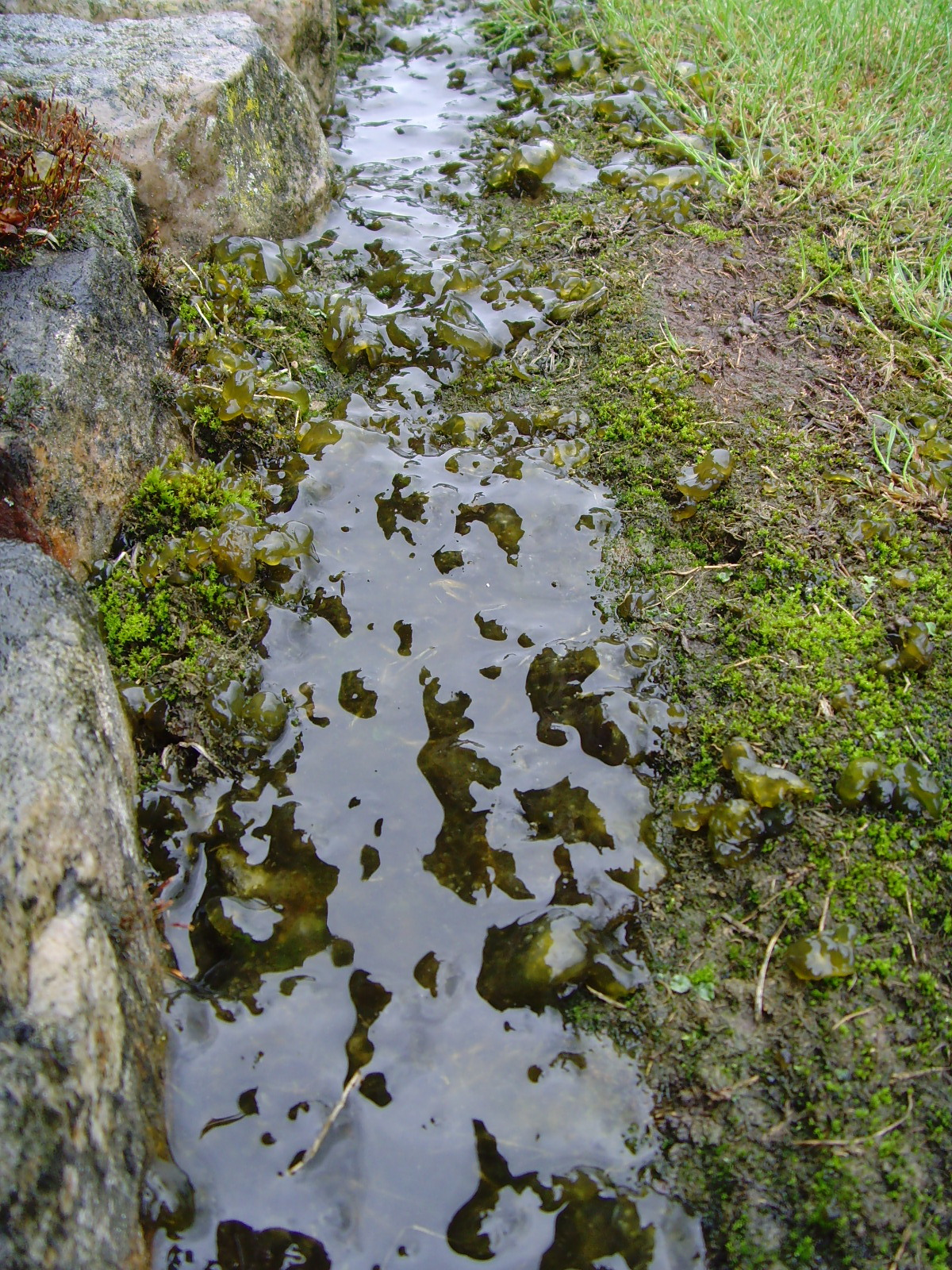
Colonies de Nostoc alignées sur plusieurs mètres.

## Liste d'espèces
Selon AlgaeBase (14 déc. 2010).
- Nostoc agglutinans Meneghini ex Kützing (Sans vérification)
- Nostoc album Gardner (Statut incertain)
- Nostoc alpinum Kützing (Sans vérification)
- Nostoc ambiceps C.C.Jao (Sans vérification)
- Nostoc amplissimum Setchell
- Nostoc anisococcum Sprengel (Sans vérification)
- Nostoc antarctica West & G.S.West (Sans vérification)
- Nostoc antillarum (P.L.Crouan & H.M.Crouan) P.L.Crouan & H.M.Crouan (Sans vérification)
- Nostoc apuanum De Notaris (Sans vérification)
- Nostoc apuanum Savi (Sans vérification)
- Nostoc arctum Kützing (Sans vérification)
- Nostoc arenarium Desmazières (Sans vérification)
- Nostoc atrovirens Chevallier (Sans vérification)
- Nostoc austinii H.C.Wood (Sans vérification)
- Nostoc beilschmiedianum Kützing (Sans vérification)
- Nostoc belmonticum C.G.M.Archibald (Sans vérification)
- Nostoc bicalyptratum Skuja (Sans vérification)
- Nostoc birnbaumii Corda (Sans vérification)
- Nostoc bohemicum Rabenhorst (Sans vérification)
- Nostoc borneti Gain
- Nostoc bornetii Gain (Sans vérification)
- Nostoc borzioides S.Skinner & T.J.Entwisle (Sans vérification)
- Nostoc botryoides (Linnaeus) C.Agardh (Sans vérification)
- Nostoc botryosum Rabenhorst (Sans vérification)
- Nostoc brittoni Gardner (Statut incertain)
- Nostoc brittonii Gardner (Sans vérification)
- Nostoc bullatum (A.P.de Candolle) Duby (Sans vérification)
- Nostoc caerulescens Rabenhorst (Statut incertain)
- Nostoc caeruleum Lyngbye ex Bornet & Flahault
- Nostoc caladarium H.C.Wood (Sans vérification)
- Nostoc caladarium Wood (Sans vérification)
- Nostoc calcicola Brébisson ex Bornet & Flahault
- Nostoc carneum C.Agardh ex Bornet & Flahault
- Nostoc catenatum P.A.Dangeard (Sans vérification)
- Nostoc cesatii Balsamo (Sans vérification)
- Nostoc cesatii Rabenhorst (Sans vérification)
- Nostoc ciniflonum Tournefort ex Bornet (Sans vérification)
- Nostoc ciniflorum C.Agardh (Sans vérification)
- Nostoc citrisporum Prasad & Mehrotra (Sans vérification)
- Nostoc coccymelon Kützing (Sans vérification)
- Nostoc coimbatorense Laloraya & Mitra (Sans vérification)
- Nostoc coimbatorense Laloraya (Sans vérification)
- Nostoc collinum Kützing (Sans vérification)
- Nostoc comminutum Kützing (Sans vérification)
- Nostoc commune Vaucher ex Bornet & Flahault (espèce type)
- Nostoc confluens Kützing (Sans vérification)
- Nostoc confusum C.Agardh illeg. (Sans vérification)
- Nostoc conglomeratum Hirose (Sans vérification)
- Nostoc conicocellulare Huber-Pestalozzi (Sans vérification)
- Nostoc copiosum Kogan & Jazkulieva (Sans vérification)
- Nostoc cordubense C.H.Prosperi (Statut incertain)
- Nostoc coriaceum Vaucher (Sans vérification)
- Nostoc crassisporum Geitler (Sans vérification)
- Nostoc crassisporum Meneghini (Sans vérification)
- Nostoc crispum De Notaris (Sans vérification)
- Nostoc cristatum Bailey ex Harvey (Sans vérification)
- Nostoc cristatum J.Bailey (Sans vérification)
- Nostoc cuticulare (Brébisson) Bornet & Flahault (Sans vérification)
- Nostoc cycadae Maruyama & Fukushima (Sans vérification)
- Nostoc cylindrosporum De Notaris (Sans vérification)
- Nostoc delpinoi Borzí (Sans vérification)
- Nostoc depressum H.C.Wood (Sans vérification)
- Nostoc desertorum Reháková & Johansen
- Nostoc diamorphoticum Itzigsohn (Sans vérification)
- Nostoc dickiaei Wood (Sans vérification)
- Nostoc diplonema Montagne (Sans vérification)
- Nostoc disciforme F.E.Fritsch
- Nostoc edaphicum  (Sans vérification)
- Nostoc edule Montagne & Berkeley (Sans vérification)
- Nostoc elgonense Naumann
- Nostoc ellipsoideum Gardner (Statut incertain)
- Nostoc ellipsosporum (Desmazieres) Rabenhorst (Sans vérification)
- Nostoc ellipsosporum Rabenhorst ex Bornet & Flahault
- Nostoc endophytum Bornet & Flahault
- Nostoc entophytum Bornet & Flahault
- Nostoc epilithicum Ercegovic
- Nostoc expansum Harvey & Bailey (Sans vérification)
- Nostoc falsum "Kützing" (Sans vérification)
- Nostoc filarzskyi De Toni (Sans vérification)
- Nostoc flavicans Bory nom.nud. (Sans vérification)
- Nostoc flosaquae (Linnaeus) Lyngbye (Sans vérification)
- Nostoc fluviatile Liljeblad (Sans vérification)
- Nostoc foliaceum Mougeot
- Nostoc fonticola Brabez (Sans vérification)
- Nostoc fragiforme (Roth) Brébisson (Sans vérification)
- Nostoc fritschii (Mitra) Schwabe & El Ayouty (Sans vérification)
- Nostoc furfuraceum Kützing (Sans vérification)
- Nostoc fuscescens F.E.Fritsch
- Nostoc fuscum Kützing (Sans vérification)
- Nostoc geitleri De Toni (Sans vérification)
- Nostoc gelatinosum Schousboe
- Nostoc ghotgewadense G.R.Hegde & K.Somanna (Statut incertain)
- Nostoc giganteum Mohr (Sans vérification)
- Nostoc glomeratum Kützing (Sans vérification)
- Nostoc granulare (Kützing) Rabenhorst (Sans vérification)
- Nostoc gregarium Thuret ex Kützing (Sans vérification)
- Nostoc gymnosphaericum Kützing (Sans vérification)
- Nostoc halophilum Hansgirg
- Nostoc hatei S.C.Dixit (Statut incertain)
- Nostoc heredulae (Meneghini) Bornet & Flahault (Sans vérification)
- Nostoc heterothrix Zeller (Statut incertain)
- Nostoc humifusum Carmichael ex Bornet & Flahault
- Nostoc hyalinum Bennett (Sans vérification)
- Nostoc hyalinum Roemer (Sans vérification)
- Nostoc hydrocoleoides Reinsch (Sans vérification)
- Nostoc imperfectum Schwabe & El Ayouty (Sans vérification)
- Nostoc indistinguendum Reháková & Johansen
- Nostoc insulare Borzi
- Nostoc intricatum Meneghini
- Nostoc inundatum Kützing (Sans vérification)
- Nostoc irregulare Wartmann (Sans vérification)
- Nostoc itzigsohnii Rabenhorst (Sans vérification)
- Nostoc kihlmanii Lemmermann (Sans vérification)
- Nostoc kihlmaniiLemmermann  (Sans vérification)
- Nostoc killiasii Cramer (Sans vérification)
- Nostoc lacerum Kützing (Sans vérification)
- Nostoc lacunosum Montagne (Sans vérification)
- Nostoc lacustre Kützing (Sans vérification)
- Nostoc laevigatum Kützing (Sans vérification)
- Nostoc leptonema Reinsch (Sans vérification)
- Nostoc letestui Frémy
- Nostoc lichenoides Reháková & Johansen
- Nostoc lichenoides Vaucher ex Frank (Sans vérification)
- Nostoc limosum Zeller (Statut incertain)
- Nostoc linckia (Roth) Bornet ex Bornet & Flahault (Sans vérification)
- Nostoc litorale Kunze (Sans vérification)
- Nostoc littorale Kützing (Sans vérification)
- Nostoc lobatus Wood (Sans vérification)
- Nostoc longstaffi F.E.Fritsch
- Nostoc longstaffii F.E.Fritsch (Sans vérification)
- Nostoc macrosporum Meneghini ex Bornet & Flahault
- Nostoc maculiforme Bornet & Flahault
- Nostoc mamillosum C.C.Jao (Sans vérification)
- Nostoc margaritaceum (Kützing) Rabenhorst (Sans vérification)
- Nostoc membranaceum Gardner (Statut incertain)
- Nostoc microscopicum Carmichael ex Bornet & Flahault
- Nostoc microtis Montagne (Sans vérification)
- Nostoc minimum Currey (Sans vérification)
- Nostoc minutum Desmazières
- Nostoc molle C.Agardh (Sans vérification)
- Nostoc mougeotii Brébisson ex Kützing (Sans vérification)
- Nostoc muscorum C.Agardh ex Bornet & Flahault (Sans vérification)
- Nostoc myriococcum Montagne (Sans vérification)
- Nostoc natans Kützing
- Nostoc nivale Kützing (Sans vérification)
- Nostoc notarisii Franzoni (Sans vérification)
- Nostoc nylstromicum Claassen (Sans vérification)
- Nostoc opalinum Bennett (Sans vérification)
- Nostoc oryzae (F.E.Fritsch) J.Komárek & K.Anagnostidis
- Nostoc pachydermaticum Gain (Sans vérification)
- Nostoc palmelioides Kützing
- Nostoc paludosum Kützing ex Bornet & Flahault
- Nostoc papillosum Kurz (Sans vérification)
- Nostoc papyraceum S.F.Gray (Sans vérification)
- Nostoc paradoxum Welwitsch ex West & G.S.West (Sans vérification)
- Nostoc parietinum Rabenhorst (Sans vérification)
- Nostoc parmelioides Kützing ex Bornet & Flahault
- Nostoc parvulum C.C.Jao (Sans vérification)
- Nostoc passerinianum (De Notaris) Bornet (Sans vérification)
- Nostoc passerinianum (De Notaris) Bornet ex Bornet & Flahault (Sans vérification)
- Nostoc pellucidum Kützing (Sans vérification)
- Nostoc peloponnesiacum Kützing (Sans vérification)
- Nostoc peltigerae Letellier (Sans vérification)
- Nostoc piscinale Kützing ex Bornet & Flahault
- Nostoc planctonicum Poretsky & Tschernow
- Nostoc polysaccum Reinsch (Sans vérification)
- Nostoc polysporum Reinsch (Sans vérification)
- Nostoc populorum (Geit) Hollenb.
- Nostoc prismaticum Cesati (Sans vérification)
- Nostoc pruniforme C.Agardh ex Bornet & Flahault
- Nostoc pseudogelatinosum Claassen (Sans vérification)
- Nostoc punctatum H.C.Wood (Sans vérification)
- Nostoc punctiforme (Kützing) Hariot (Sans vérification)
- Nostoc purpurascens Kützing (Sans vérification)
- Nostoc purpureum G.Dickie (Sans vérification)
- Nostoc quoji C.Agardh (Sans vérification)
- Nostoc ramosum Ercegovi?
- Nostoc repandum West & G.S.West
- Nostoc reticulatum Roussel (Sans vérification)
- Nostoc rivulare Kützing ex Bornet & Flahault
- Nostoc rothii C.Agardh (Sans vérification)
- Nostoc rufescens C.Agardh (Sans vérification)
- Nostoc rugosum Kützing (Sans vérification)
- Nostoc rupestre Kützing (Sans vérification)
- Nostoc salsum Kützing (Sans vérification)
- Nostoc saxatile Zeller (Statut incertain)
- Nostoc sergianum Borzí (Sans vérification)
- Nostoc shensiense C.C.Jao (Sans vérification)
- Nostoc simulans Gardner (Statut incertain)
- Nostoc sphaericum Vaucher ex Bornet & Flahault
- Nostoc sphaeroides Kützing
- Nostoc sphaerosporum Gardner (Statut incertain)
- Nostoc spinosum Tiwari (Sans vérification)
- Nostoc spongiaeforme C.Agardh ex Bornet & Flahault
- Nostoc spongiiformeC .Agardh (Sans vérification)
- Nostoc strictum Martens (Sans vérification)
- Nostoc sudeticum Kützing (Sans vérification)
- Nostoc symbioticum F.V.Wettstein
- Nostoc tenax Thuret (Sans vérification)
- Nostoc tenuissimum (Kützing) Rabenhorst (Sans vérification)
- Nostoc tibeticum C.C.Jao & Y.Y.Lee (Sans vérification)
- Nostoc torulosum Hirose (Sans vérification)
- Nostoc trentepohlii Mohr (Sans vérification)
- Nostoc tuberculosum Kützing (Sans vérification)
- Nostoc undulatum Archibald (Sans vérification)
- Nostoc variegatum Moore (Sans vérification)
- Nostoc verrucosum Vaucher ex Bornet & Flahault
- Nostoc vesicarium (Bull.) De Candolle (Sans vérification)
- Nostoc vesicarium (Bull.) De Candolle ex Frank (Sans vérification)
- Nostoc vulgare Schrank (Sans vérification)
- Nostoc wichmannii Weber-van Bosse
- Nostoc willei Gardner (Statut incertain)
- Nostoc wollnyanum P.Richter (Sans vérification)
- Nostoc zetterstedtii Areschoug

Selon le World Register of Marine Species (14 déc. 2010).
- Nostoc album
- Nostoc ramosum Ercegovic, 1925

Selon ITIS (14 déc. 2010).
- Nostoc caeruleum Lyngby
- Nostoc calcicola Brebisson
- Nostoc coeruleum Lyngbya
- Nostoc comminutum Kuetzing
- Nostoc commune Vaucher Ex Bornet & Flahault
- Nostoc depressum Wood
- Nostoc disciforme Fritsch
- Nostoc ellipsosporum (Des.) Rabenh.
- Nostoc kihlmani Lemmermann
- Nostoc macrosporum Menegh.
- Nostoc microscopicum Carm.
- Nostoc minutum Desmaz
- Nostoc muscorum C. Agardh
- Nostoc parmelioides Kuetzing
- Nostoc peltigerae Letellier
- Nostoc pruniforme C. Agardh
- Nostoc sphaericum Vaucher
- Nostoc spumigena (Mert.) Dr
- Nostoc verrucosum Vauch.